# Фурдик Дмитро Миколайович
Дмитро́ Микола́йович Фу́рдик (11 січня 1979 — 17 січня 2015) — український гравець в американський футбол та військовослужбовець, сержант Збройних Сил України, учасник російсько-української війни. Один із «кіборгів».

## Життєвий шлях
1981 року родина переїздить до Вільнянська, де Дмитро закінчив ЗОШ № 2. У 2002 році закінчив з відзнакою Дніпропетровський інститут фізичної культури та спорту. Виступав у клубі «Дніпропетровські Ракети» (американський футбол). Останні 20 років мешкав в Дніпропетровську. Займався ресторанним бізнесом, був арт-директором одного із міських закладів, організовував масові заходи.
У часі війни — доброволець, навідник, командир відділення, 6-та рота, 93-тя окрема механізована бригада.
17 січня 2015-го Дмитро загинув у бою з російськими збройними формуваннями за Донецький аеропорт. Під час штурму «Монастиря» біля донецького аеропорту снайпер поцілив у Дмитра, коли він витягав пораненого вояка під обстрілом. Тоді ж загинув Тамаз Сухіашвілі. Він зі своєю 6-ю ротою вийшов на підмогу оточеним бійцям в Донецькому аеропорту. Прорватися не вдалося, техніка відступила, але бійці Тамаза продовжували бій протягом п'яти годин, завдяки чому з нового терміналу аеропорту, де трималися українські бійці, були вивезені поранені. Грузинський лейтенант підірвався на міні, перекривши її своїм тілом, чим врятував життя товаришів. У тому бою, окрім Тамаза, загинули ще два українських вояки: старший сержант Віталій Нагорняк та сержант В'ячеслав Лисенко. Понад 20 бійців поранено, серед них ще троє грузинів.
Без Дмитра лишилися мама, брат, дружина.
Похований у Вільнянську.

## Нагороди та вшанування
- Указом Президента України № 282/2015 від 23 травня 2015 року, «за особисту мужність і високий професіоналізм, виявлені у захисті державного суверенітету та територіальної цілісності України, вірність військовій присязі», нагороджений орденом «За мужність» III ступеня (посмертно)[2].
- Нагороджений нагрудним знаком «За оборону Донецького аеропорту» (посмертно).
- орденом «За заслуги перед Запорізьким краєм» III ступеня, посмертно (розпорядження голови Запорізької обласної ради від 27.11.2017 № 514-н)[3].
- на фасаді Вільнянської ЗОШ I—III ступенів № 2 відкрили пам'ятну дошку на честь Дмитра Фурдика[4].
- Вшановується в меморіальному комплексі «Зала пам'яті», в щоденному ранковому церемоніалі 17 січня[5][6].